# Boesenbergia flava
Boesenbergia flava är en enhjärtbladig växtart som beskrevs av Richard Eric Holttum. Boesenbergia flava ingår i släktet Boesenbergia och familjen Zingiberaceae. Inga underarter finns listade i Catalogue of Life.